# Пословни центар Стројарска
Пословни центар Стројарска је трговачки и стамбени центар који се налази у градској четврти Трње у Загребу у Хрватској. Састоји се од 6 зграда, од којих су две стамбене. У централном делу налазе се два облакодера, главна зграда Б има 25 спратова, висока је 96,15 м и највиша је зграда у Хрватској. Читав комплекс назива се „ВМД четврт”.
Све зграде су завршене, небодер од 25 спратове усељен је 2014. године, док су остале усељене касније. Архитекти пословно-стамбеног комплекса Стројарска су Давор Метековић, Томислав Стојан, Мирна Мелез, Ида Истер и Ведран Павличевић.